# Gǁana
Le gǁana est une langue khoïsan du groupe des langues khoï, parlée au Botswana, faisant partie du continuum linguistique gǁana-gǀui proche du naro.